# 西箕輪
西箕輪（にしみのわ）は、長野県伊那市の地区。郵便番号396-0041。

## 地理
伊那市北西端に位置する。北で上伊那郡箕輪町大字中箕輪及び中曽根、東で上伊那郡南箕輪村北原・大泉・田畑・神子柴・南原（大字なし地域を含む）、南で平沢・伊那、西で南箕輪村飛地（大字なし地域）と接する。東端を中央自動車道が通り伊那インターチェンジが置かれている。
木曽山脈の北端に位置する経ヶ岳（きょうがたけ、標高2,296m）を西側に見ることができる。字羽広に「みはらしファーム」を中心とする観光地を作るなど村おこしが進んでいる。

### 河川
- 小沢川
- 大泉川 (長野県)

## 地区
- 吹上 (ふきあげ)
- 大泉新田 (おおいずみしんでん)
- 羽広 (はびろ)
- 大萱 (おおがや)
- 上戸 (あがっと)
- 中条 (なかじょう)
- 与地 (よち)

## 歴史
かつての西箕輪村。
与地には「与地の伊那節」が古くからあり、羽広には仲仙寺があるなど、古くからの歴史を残すものが多くある。

## 世帯数と人口
2018年（平成30年）10月1日現在の世帯数と人口は以下の通りである。
| 大字   | 世帯数    | 人口    |
| ------ | --------- | ------- |
| 西箕輪 | 2,666世帯 | 6,430人 |

## 小・中学校の学区
市立小・中学校に通う場合、学区は以下の通りとなる。
| 番・番地等 | 小学校               | 中学校               |
| ---------- | -------------------- | -------------------- |
| 全域       | 伊那市立西箕輪小学校 | 伊那市立西箕輪中学校 |

## 交通

### 鉄道
鉄道は地内を通っていない。

### バス
- 伊那バス西箕輪線
- まっくんバス (北コース)

### 道路
- 中央自動車道 - 伊那インターチェンジ
- 国道361号（権兵衛峠道路）
- 長野県道203号与地辰野線
- 長野県道426号吹上北殿線
- 長野県道476号伊那インター西箕輪線
- 権兵衛街道

## 施設
- 伊那市役所西箕輪支所
- 西箕輪郵便局
- みはらしファーム[6]
- 伊那技術形成センター
- 登内時計記念博物館
- 伊那市立西箕輪中学校
- 伊那市立西箕輪小学校
- 長野県伊那養護学校
- 西箕輪南部保育所
- 西箕輪保育所
- 大萱浄化センター
- 吹上神社
- 熊野神社
- 神明神社
- 信州伊那国際ゴルフクラブ
- 老人保健施設はびろの里
- JA長野厚生連 富士見高原医療福祉センター 西箕輪診療所

## 出身有名人
- 伊藤国光（元陸上競技選手）[7]
- 有賀照人

## その他
「景観育成特定地区」
- 長野県内では初めて景観育成特定地区に指定されている（2008年9月）。